# Bengt-Åke Cras
Bengt-Åke Bernhard Cras, född 2 augusti 1943 i Ytterhogdal i Hälsingland, är en svensk författare. Cras växte upp i en förort till Stockholm och i Karlskoga men är numera bosatt i Uppsala.
Cras har skrivit ungdomsböcker och västernböcker, serier, sagor, noveller, dokumentära böcker etc.
Efter att den norske författaren Kjell Hallbing under pseudonym Leo Manning skrivit 14 böcker om Clay Allison översattes 13 till svenska. Sedan skrev Kjell E. Genberg under pseudonym Matt Jade 11 böcker, Sture Hammenskog under pseudonym Steve Hammer 3 böcker och Bengt-Åke Cras under pseudonym William Marvin Jr 123 böcker i denna serie. Serien om Clay Allisen beskrivs som Sexy Western och blandade hårdföra västernäventyr med mer lättklädda inslag.
Pseudonymen Carina Fjellström användes när Cras skrev böcker om flickdetektiven Carina, boende i den fiktiva staden Malmhammar och som är enda barnet i en familj som i övrigt består av en pappa som är författare och kan läsa läppar och en mamma som är en resande journalist.
Pseudonymen John Burell användes för två vuxendeckare utgivna i bokserien Jaguar där huvudpersonen hade samma namn som författarpseudonymen.
Cras har även skrivit under under pseudonymerna Janne Bond och Ivar Backhoff.
Cras skildrar ofta dramatiken inom ishockey och annan sport. Han har kritiserats för att skriva enkla massmarknadsböcker. I en intervju säger Cras "Jag vill ge mina läsare en läsupplevelse, inte uppfostra dem. --- Genom att inte ge dem alla detaljer kan de själva fylla i luckorna. Genom att språket är snabbt och enkelt hänger de med."
I serieväg har Cras bland annat skrivit manus till serier för Lajban, Min häst, Starlet och Buster, i den sistnämnda sportserierna "Hagadals IF", "Kom igen, Stefan!" och "Börje Salming – Den levande ishockeylegenden".

### Som Bengt-Åke Cras

#### Malmens IK
- 1. Drömmar som krossas, 2008
- 2. Ett steg i taget, 2009
- 3. Överspelad, 2010
- 4. Till varje pris, 2010
- 5. Ge aldrig upp, 2011

#### BK Pantern
- 1. Mååål! 1996
- 2. Alla för en 1997
- 3. I sista minuten 1998
- 4. En mot alla 1998
- 5. Revansch 1999
- 6. Rött kort, 2000
- 7. Offside 2002
- 8. Kan det bli värre? 2004

#### Böckerna om Pernilla
- 1. Springa för livet 2000
- 2. Vi vet var du bor 2001
- 3. Bära eller brista 2005

#### Röda grimman
- 1. Röda grimman, 1973 (ny upplaga med titel Ridklubben Röda Grimman, 1981)
- 2. Röda grimman griper in, 1974
- 3. Röda grimman på nya äventyr, 1974

#### Södergårdens Hockey Club
- 1. Nu tar vi dom! 1995
- 2. Is i magen 1996
- 3. Raka puckar 1996
- 4. Kom igen, Peter! 1996
- 5. Sudden death 1998
- 6. Raka spåret 1998
- 7. Cross checking 1999
- 8. Under isen 2000
- 9. Hårda bud 2002
- 10. Slashing 2005
- 11. Komma tillbaka 2007

#### Ricky och John
- Röd terror 1983 (Ricky och John 2)
- Dubbel död 1983 (Ricky och John 4)

#### Övriga
- Ondskans skörd 1982 (Kalla kårar 72)
- Ondskans ansikte 1984 (skräcknovellsamling)

### Under pseudonym John Burell

#### John Burell
- 1. Likkistor till salu 1980 (Jaguar 426)
- 2. Det höga fallet 1981 (Jaguar 428)

### Under pseudonym Carina Fjellström

#### Ett fall för Carina
- 1. Tomas och jag, 1982
- 2. Vem är skyldig?, 1982
- 3. Flicka utan namn, 1983
- 4. Den otäcka sanningen, 1983
- 5. Kom igen, Tomas, 1984
- 6. Ta hand om Micke, 1984
- 7. Det blommiga kuvertet, 1985
- 8. Tänk först, Carina, 1986
- 9. Båten som försvann, 1987

### Under pseudonym William Marvin Jr

#### Clay Allison
- Tagen på bar gärning 1973 (nr 25)
- Full hand i sista given 1973 (nr 26)
- Slakten på Bar-M 1973 (nr 27)
- I lust och död 193 (nr 28)
- Guld och sköna brudar 1973 (nr 29)
- Hett parti i Santa Fe 1973 (nr 30)
- På sju famnars djup 1974 (nr 32)
- Dödligt anbud 1974 (nr 33)
- Döden i egna händer 1974 (nr 34)
- Duell i El Paso 1974 (nr 35)
- Den djävulska planen 1974 (nr 36)
- Sex kulor från döden 1974 (nr 37)
- Tagen i bakhåll 1974 (nr 38)
- Bakhållet i Bismarck 1975 (nr 39)
- Parti med damöppning 1975 (nr 40)
- Hämnden är het 1975 (nr 41)
- Guld, kvinnor och hett bly 1975 (nr 42)
- Farlig flodfärd 1975 (nr 43)
- I stånd att döda 1975 (nr 44)
- "Dödlig skönhet" 1975 (nr 46)
- Vendetta i Arizona 1975 (nr 48)
- San Paila Saloon 1975 (nr 49)
- Resa vapen 1975 (nr 50)
- En gringo i knipa 1976 (nr 51)
- Den vita hingsten 1976 (nr 52)
- Skjut för att döda! 1976 (nr 53)
- Mästarens söner 1976 (nr 54)
- Poker med döden 1976 (nr 55)
- Åtta tum stål 1976 (nr 56)
- Fem laglösa män 1976 (nr 57)
- Djävulens träsk 1976 (nr 58)
- Amazonen från Texas 1976 (nr 59)
- Död åt Mex Eagle 1976 (nr 60)
- Den blodiga natten 1977 (nr 61)
- Nådastöten 1977 (nr 62)
- Slutspel i Tulsa 1977 (nr 63)
- Djävulshundarna 1977 (nr 64)
- Dödsfällan i Tampico 1977 (nr 65)
- Skatten i grottan 1977 (nr 66)
- Mardröm i Texas 1977 (nr 67)
- Döden är trumf 1977 (nr 68)
- Två decimeter från döden 1978 (nr 69)
- Möte med lönnmördare 1978 (nr 70)
- Det glimmande guldet 1978 (nr 71)
- Lägret utan namn 1978 (nr 72)
- Ta betäckning 1978 (nr 73)
- Skönhet utan nåd 1978 (nr 74)
- Dödligt vacker 1979 (nr 75)
- En kula för mycket 1979 (nr 76)
- Var finns Laura? 1979 (nr 77)
- Clay Allisons död 1979 (nr 78)
- Vargmannen 1979 (nr 79)
- Hämnaren från Södern 1979 (nr 80)
- Skräck i San Francisco 1980 (nr 81)
- Farlig ståndpunkt 1980 (nr 82)
- Dolda insatser 1980 (nr 83)
- En mot sex 1980 (nr 84)
- Ståndrätt 1980 (nr 85)
- Hämnd för Francesca 1980 (nr 86)
- Den sjätte skåran 1981 (nr 87)
- Betala eller dö 1981 (nr 88)
- Tolv dömda män 1981 (nr 89)
- Rättvisans pris 1981 (nr 90)
- En värdefull grav 1981 (nr 91)
- Massakern i Florida 1981 (nr 92)
- Det grymma spelet 1981 (nr 93)
- Bekänna färg 1982 (nr 94)
- Jaguarbukten 1982 (nr 95)
- Den blodiga pilen 1982 (nr 96)
- Varför dog Samantha? 1982 (nr 97)
- Kåpornas natt 1982 (nr 98)
- Saken i egna händer 1982 (nr 99)
- Skatten vid floden 1982 (nr 100)
- Blodshämnd i New Mexico 1982 (nr 101)
- Vänskap till döds 1982 (nr 102)
- Dödens stad 1983 (nr 103)
- Resning i målet 1983 (nr 104)
- Vargarnas natt 1983 (nr 105)
- Häng honom högt 1983 (nr 106)
- Rosalinds hämnd 1983 (nr 107)
- Svit nummer sex 1983 (nr 108)
- Den grymmes lag 1983 (nr 109)
- Hämnd i gryningen 1983 (nr 110)
- Död åt trolösa 1983 (nr 111)
- Lång het natt 1983 (nr 112)
- Het gryning 1984 (nr 113)
- Ett spel för gamar 1984 (nr 114)
- En stad i Montana 1984 (nr 115)
- Helvetets nycklar 1984 (nr 116)
- Dödens bleka ansikte 1984 (nr 117)
- Terror i Arizona 1984 (nr 118)
- Cirkus i Montana 1984 (nr 119)
- Drömmar om silver 1984 (nr 120)
- Apachefällan 1985 (nr 121)
- Leva för att döda 1985 (nr 122)
- Död men obegravd 1985 (nr 123)
- Husen vid Jacinto Bay 1985 (nr 124)
- Gräva sin egen grav 1985 (nr 125)
- Den svarte indianen 1985 (nr 126)
- Våldet och lagen 1986 (nr 127)
- Livet i egna händer 1986 (nr 128)
- Vägar som korsas 1986 (nr 129)
- Farlig fest 1986 (nr 130)
- I dödens skugga 1987 (nr 131)
- Tjuvarnas marknad 1987 (nr 132)
- Hämndens ögonblick 1987 (nr 133)
- Den döda staden 1987 (nr 134)
- Ormarnas herre 1987 (nr 135)
- Hatets gryning 1987 (nr 136)
- Dödens änglar 1987 (nr 137)
- I död och lust 1987 (nr 138)
- Stå vid sitt ord 1988 (nr 139)
- Het natt i Kane 1988 (nr 140)
- Dyrbar last 1988 (nr 141)
- Blodigt missförstånd 1988 (nr 142)
- Ett spår av blod 1988 (nr 143)
- På drift i Kansas 1988 (nr 144)
- Maktspel 1988 (nr 145)
- Sanningen dödar 1988 (nr 146)
- På bar gärning 1989 (nr 147)
- Terror i Texas 1989 (nr 148)
- Med kniven mot strupen 1989 (nr 149)
- Livsfarlig resa 1989 (nr 150)

### Övriga verk
- Nya bus med Anderssonskans Kalle, 1973
- Kom igen, Stefan!, 1974

- Kärrets gåta, Pojkarnas julbok, 1977

Ungdomsdeckare, urval:
- 1. Pizza-kriget, 1975
- 2. Post-ligan, 1976
- 3. Diamant-smugglarna, 1976
- 4. Silver-ligan, 1977
- 5. Dynamit-ligan, 1977
- 6. Miljon-kapet, 1978
- 7. Narkotika-jakten, 1978
- 8. Bank-rånaren, 1979
- 9. Gangster-fällan, 1979
- 10. Utpressar-ligan, 1980
- 11. Stor-svindlarna, 1980
- 12. Guld-hajen, 1981
- 13. Flyg-kuppen, 1981
- 14. Maffiakungen, 1982
- 15. Skräck-jakten, 1982

Hästarna på Ekeby:
- 1. Hästarna på Ekeby, 1982
- 2. Rädda Ekeby-hästarna, 1982

Vuxendeckare under eget namn:
- 1. Röd terror, 1983
- 2. Dubbel död, 1983

hockey:
• 1. Sista chansen 
Dokumentära böcker, urval:
- Himmel och helvete, 1994 (tills. med Lennart "Klimpen" Häggroth)
- Bakom stängda dörrar, 1996, 2002 (tills. med Kristina Hansen och Agneta Cras)
- Aldrig mera fri, 1996 (tills. med Stig Bergling och Jörgen Thornberg
- Säljarens marknad, 1996, (tillsammans med Rolf Laurelli)
- Från nödlösning till VM-guld : ett liv av ledarskap, 1996 (om och tills. med Curre Lindström)
- Idrottens själ, 2002 (red. av Bengt-Åke Cras)
- Otryggare kan ingen vara, 2007

Övriga, urval:
- 7 rysare, 2004
- Vostok, 1992 (thriller under namnet Ivar Backhoff tills. med Johan Gustafsson)